# 阜姆自由邦
阜姆自由邦（Free State of Fiume）是一個存在於1920年至1924年期間的自由邦，面積28平方千米，領土範圍是阜姆（現克羅埃西亞城市里耶卡）及其北部的農村地區，並有一條走廊使其和義大利接壤。一戰之後，阜姆的地位問題成為一個重要國際問題，義大利和南斯拉夫為此僵持不下。美國總統威爾遜建議阜姆成為一個獨立國家，並可成為國際聯盟總部。1920年，義大利和南斯拉夫妥協，阜姆自由邦成立。1924年，義大利和南斯拉夫瓜分阜姆。